# Philipp Röder (Politiker)
Johann Friedrich Christian Philipp Röder (* 26. August 1791 in Goslar; † 29. Juni 1866 in Wanfried) war ein deutscher Bürgermeister und Mitglied der kurhessischen Ständeversammlung.

## Leben
Philipp Röder wurde als Sohn des Kaufmanns Georg Adolph Röder und dessen Ehefrau Dorothee Auguste Grupendorff geboren. 
Von 1840 an war er Bürgermeister von Wanfried und in dieser Funktion erhielt er am 19. Juni 1848 als Nachfolger des Christian August Seyl ein Mandat für die kurhessische Ständeversammlung. Er war für Eschwege in dem Parlament und von 1852 bis 1854 für Witzenhausen Mitglied der Zweiten Kammer der kurhessischen Ständeversammlung.